# Productique

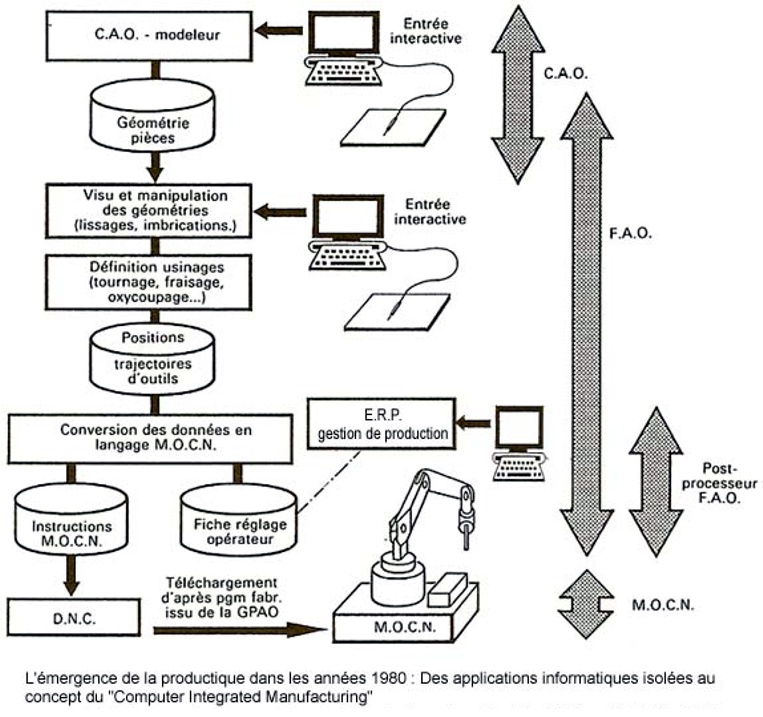
L'émergence de la productique dans les années 1980 : Des applications informatiques isolées au concept du Computer Integrated Manufacturing. « L'information est saisie (et mise à jour) dans le système intégré, exclusivement par ceux qui la produisent ».

Au sens restreint, et comme l'indique l'origine du mot (cf. infra), la productique est l'ensemble des techniques informatiques de mise en œuvre des systèmes de production automatisés,.
Au sens large, la productique regroupe l'ensemble des méthodes et des moyens de production industrielle employés à la maîtrise des coûts, des délais et de la qualité. Il s'agit de la fabrication de pièces  (usinage, moulage, etc.), de la gestion et l'ordonnancement de la fabrication, de l'optimisation des moyens de production et leur rentabilité, du contrôle des pièces produites (métrologie), etc. À cet effet, la productique cherche à améliorer la formation des hommes (opérateurs), l'organisation des ressources (hommes et machines), l'optimisation des flux industriels, l'efficacité des procédés.

## Origine du mot «productique»
Le néologisme « productique » a été créé en 1979 par la société Philips Data Systems pour désigner les applications informatiques dans le domaine de la production industrielle. Il provient de l'amalgame des mots « production » et « informatique » .

## Définition
La productique, qui peut se définir comme l'intégration de l'informatique aux moyens de production, englobe également les techniques de manutention de poste à poste, ou de machine à machine, de machine à magasin de stockage d'en-cours ou de produits finis, ce que certains (sociétés de conseil, d'ingénierie, etc.) nomment la « transitique » par analogie avec la « logistique ».
D'une façon générale, la productique permet de créer des produits et les process afin de satisfaire les clients sur le plan de la qualité, du coût et du délai (le QCD).[réf. nécessaire]

## Productique et vision économique globale des coûts de production
L'approche productique de la définition, de la conception et de l'utilisation des moyens de production est d'abord financière. On ne « modernise » plus, on « optimise ». Cela suppose d'intégrer dans toute étude, toutes les composantes des coûts de production, en particulier :
1. Les coûts de possession de stocks et d'en-cours,
2. Les coûts de manutention,
3. Le coût des rebuts, des retouches, de la non-qualité,
4. Les coûts indirects induits par la production (gestion, supervision, etc.).

C'est sur cette nouvelle base économique productique que tous les principes de juste-à-temps (JIT) et les « méthodes japonaises » vont se développer.

## Enseignement de la productique

### En France
En France, la filière technique et technologique d'enseignement est la suivante :
- brevet d'études professionnelles des métiers de la production mécanique informatisée (BEP MPMI)[7] ;
- baccalauréats professionnels
  - technicien d’usinage (bac pro TU)[8],
  - technicien outilleur (bac pro TO)[9],
  - technicien modeleur (bac pro TM)[10] ;
- baccalauréat STI GMA (génie mécanique option A (productique)) qui n'est plus enseigné aujourd'hui, remplacé par STI2D (sciences et technologies de l'industrie et du développement durable)
- brevet de technicien supérieur industrialisation des produits mécaniques (BTS IPM)[11].
- Bachelors universitaire de technologie génie mécanique et productique (BUT GMP)

Cette filière a été mise en place de 2001 à 2006. Elle remplace l'ancienne filière CAP fraiseur-tourneur, BEP fraiseur-tourneur, baccalauréat professionnel spécialité productique mécanique, baccalauréat professionnel spécialité outillage, baccalauréat professionnel spécialité outillage de mise en forme des matériaux, BTS productique mécanique.
Jusqu'en 2006, il existait un BTS (brevet de technicien supérieur) dit « de productique mécanique », le technicien supérieur en productique mécanique étant un spécialiste des techniques d'usinage, d'assemblage et de contrôle des pièces. Ce BTS s'appelle désormais « BTS industrialisation des produits mécaniques ».